# Mic Sokoli
Mic Sokoli (Fang di Bujan, 1839 – 1881) è stato un patriota albanese.
Nacque in una famiglia di patrioti: suo padre Sokol Rama e suo zio Binak Alia guidarono le ribellioni dei montanari albanesi contro le riforme del governo turco (riforme di Tanzimat); il bisnonno, Dash Sokoli, fu una figura leggendaria del XVIII secolo.
All'età di 7 anni perse il padre ucciso dai turchi e fu cresciuto dalla nonna. A 15 anni  partecipò al primo tafferuglio contro i turchi dove tentò di uccidere l'assassino di suo padre (Çaush Faruk). Nel 1855 combatté  la prima battaglia contro le truppe Montenegrine, strappando la bandiera dalle mani dei nemici. In una battaglia nel 1881 morì come un vero eroe, sacrificando la sua vita ponendosi davanti a uno dei tanti cannoni nemici che stavano decimando l'esercito albanese, permettendo la  distruzione del cannone e ispirando gli altri combattenti.